# Le trésor supposé
Le trésor supposé, ou Le danger d’écouter aux portes (deutsche Titel: Der Schatzgräber oder Die Schatzgräber; mögliche wörtliche Übersetzung: Der vermeintliche Schatz oder Die Gefahr, an Türen zu lauschen) ist eine Oper (Originalbezeichnung: comédie mêlée de musique) in einem Akt des französischen Komponisten Étienne-Nicolas Méhul. Das Libretto stammt von François-Benoît Hoffman. Die Uraufführung fand am 29. Juli 1802 in der Opéra-Comique in Paris statt.

## Handlung
Der völlig verarmte Dorval liebt Lucile, die Nichte des schmierigen Géronte, der auch noch deren Vormund ist. Dieser ist natürlich gegen die Beziehung der beiden und verbietet Lucile den Umgang mit Dorval, obwohl er ganz gerne für wenig Geld dessen Haus an sich bringen würde. Allerdings besteht für das bis dahin unglückliche Paar Hoffnung. Zum einen kann Lucile mit einer beträchtlichen Erbschaft rechnen, sobald sie volljährig geworden ist. Dorval seinerseits geht davon aus, dass sein Vater in Indien zu einem reichen Mann werden wird. Trotzdem planen sie, Géronte eine Lektion zu erteilen. Sie lassen ihn ein fingiertes Gespräch mithören, in dem gesagt wird, im Keller von Dorvals Haus sei eine wertvolle Schatzkiste versteckt. Natürlich will der geldgierige Alte nun sofort das Haus um jeden Preis kaufen. Dorval verlangt 150.000 Francs, die der Alte auch zahlt. Crispin, Dorvals Diener, nutzt die Gelegenheit ebenfalls und erpresst noch mehr Geld von Géronte. Nach dem Kauf des Hauses begibt sich der Alte sofort mit Crispin auf die Schatzsuche und findet im Keller tatsächlich eine Kiste. Zu seinem Entsetzen ist diese aber leer. Sie finden nur einen Zettel, auf dem steht, dass Arbeit, Sparsamkeit und Genügsamkeit mehr wert seien als alle Schätze des Universums. Géronte ist bestürzt und fühlt sich betrogen, hat er doch eine Menge Geld für nichts investiert. Da macht ihm Dorval das Angebot, den Kauf rückgängig zu machen, wenn der Alte endlich der Heirat zwischen Lucile und Dorval zustimmen würde. Dem bleibt nichts anderes übrig, als dieses Angebot anzunehmen. Dorval verkündet zudem, dass sein Vater bald als ein reicher Mann aus Indien heimkehren wird und er (Dorval) damit eines Tages dieses Vermögen erben wird. Somit endet die Oper mit der Heirat des glücklichen Paares.

## Orchester
Die Orchesterbesetzung der Oper enthält die folgenden Instrumente:
- Holzbläser: zwei Flöten, zwei Oboen, zwei Klarinetten, zwei Fagotte
- Blechbläser: zwei Hörner
- Streicher

## Werkgeschichte

Der Schatzgräbar. Titelblatt des Librettos, Wien 1803

Die Oper hatte in Paris wenig Erfolg. Es gab zunächst nur elf Aufführungen im Premierenjahr und in den folgenden beiden Jahren gab es nochmal neun Vorstellungen. Im Jahr 1821, vier Jahre nach dem Tod des Komponisten, kam eine revidierte Fassung heraus, die es auf 15 Vorstellungen brachte. Die letzte Aufführung an der Opéra-Comique fand im Juli 1824 ohne besonderen Erfolg statt.
Im Ausland hingegen gab es viele Produktionen und Übersetzungen. Deutsche Fassungen stammen von Joseph von Seyfried (Der Schatzsucher, Wien 1803), Daniel Jäger (Berlin 1803, München 1807) und Georg Ludwig Peter Sievers (Hamburg 1807), eine dänische von Niels Thoroup Bruun (Kopenhagen 1804, Bergen 1855), eine spanische von Félix Encisco Castrillón (Madrid 1805), eine russische von Aristarch Luknizki (Petersburg und Moskau 1807), eine schwedische von Carl Gustav Nordforss (Stockholm und Gothenburg 1805), eine ungarische von J. Horváth (Clausenburg 1807), eine polnische von B. Kudlicz (Warschau 1812), zwei italienische von P. Grappelli (1805) und Giuseppe Maria Foppa (1808) und eine niederländische von J. de Quack und B. A. Fallee (1813). Das Werk wurde 1836 sogar in Kalkutta gespielt.
1983 zeigte die Neuburger Kammeroper das Werk im Stadttheater Neuburg/Donau in einer Inszenierung von Horst Vladar mit einem Bühnenbild von Corinna Pape. Die musikalische Leitung hatte Rainer Baum.
Von der Ouvertüre gibt es eine CD-Einspielung aus dem Jahr 2002 mit dem Orchester der Bretagne unter der Leitung von Stefan Sanderling. Auf dieser CD sind neben dieser Ouvertüre auch noch verschiedene andere Opernouvertüren von Méhul zu hören.

## Digitalisate
- Le trésor supposé: Noten und Audiodateien im International Music Score Library Project
- Partitur, Paris (n. d.). Digitalisat bei Gallica
- Klavierauszug einiger Musiknummern der Oper. Digitalisat bei Gallica
- Libretto (französisch), Paris 1803. Digitalisat bei Google Books
- Der Schatzgräber. Libretto (deutsch), Wien 1803. Digitalisat der Library of Congress, Übersetzung: Joseph von Seyfred
- Die Schatzgräber. Libretto (deutsch), Both’s Bühnen-Repertoire. Bd. XIII. No. 101, 1849. Digitalisat der Library of Congress, Übersetzung: L. Schneider